# Hôtel Gabriel
Vous lisez un « bon article » labellisé en 2014.
L'hôtel Gabriel est un ensemble de bâtiments du XVIIIe siècle situé dans l'Enclos du port à Lorient, en France. Ils sont l'œuvre de Jacques Gabriel, dans le cadre d'une commande passée par la compagnie perpétuelle des Indes pour la construction d'un siège des ventes de ses marchandises.
Les deux pavillons sont construits selon un plan symétrique et dans un style classique. Ils sont situés de part et d'autre d'une cour d'honneur, bordés au sud par un jardin à la française de deux hectares, et au nord par une place d'armes. Ils sont détruits lors de la Seconde Guerre mondiale mais reconstruits à l'identique entre 1956 et 1959.
Récupérés par la Marine royale en 1770 après la dissolution de la compagnie perpétuelle des Indes, ils sont utilisés par son état-major pendant près de deux siècles. En 2008, la municipalité de Lorient les rachète et y installe ses services des archives et de l'animation de l'architecture et du patrimoine.

## Historique.

### Premiers projets de la Compagnie des Indes
La ville de Lorient connaît une phase d'essor lorsque John Law de Lauriston crée en 1719 la Compagnie perpétuelle des Indes en achetant plusieurs autres compagnies commerciales et qu'il choisit cette ville comme base pour ses opérations. La Marine royale qui occupe alors les installations maritimes de la ville est peu disposée à laisser les installations de l'enclos du port à la nouvelle compagnie, mais le Conseil de la Marine lui ordonne le 28 juin 1719 de libérer les lieux, ce qui est effectif à la fin de la même année. En 1732, la Compagnie perpétuelle des Indes décide de transférer de Nantes à Lorient le siège de toutes ses ventes, ce qui oblige à construire de nouvelles installations pour y accueillir les acheteurs.
L'architecte Jacques Gabriel (1667-1742) est contacté par la compagnie avant même que la décision du déménagement de Nantes à Lorient soit prise, et délègue sur place Louis de Saint-Pierre avec qui il a travaillé lors du chantier du château de Versailles pour y faire des repérages. Un premier projet de magasin est dessiné dès mars 1732, et d'autres suivent lors des mois suivants, mais ceux-ci s'avèrent trop ambitieux pour les finances de la compagnie à l'époque. En mai, un projet plus sobre et situé en bordure du Scorff est sélectionné, et Gabriel vient à Lorient en juillet pour y signer les adjudications et y repérer les points d'eau potable pour de futurs bâtiments. La première pierre est posée le 1er septembre 1733, mais la lenteur du chantier force l'architecte à réduire la taille du bâtiment pour être dans les temps, les ventes devant commencer à l'automne 1734.

### Construction de l'hôtel actuel

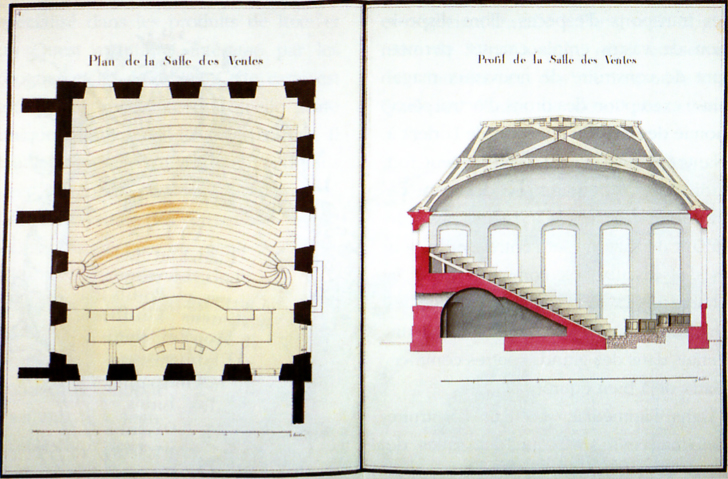
Plan d'époque de la salle des ventes.

À compter de 1739, les activités de la Compagnie perpétuelle des Indes se développent, et la hausse des ventes entraîne la hausse des moyens de la compagnie, mais aussi le besoin d'installations plus vastes alors que les premiers magasins construits s'avèrent trop petits. Un ancien projet est remis en avant, situé lui près de l'entrée de l'enclos du port, et dont les volumes sont « formés de trois voûtes », inspiré des espaces du Grand Trianon. Il inclut par ailleurs un grand corps de logis central faisant le lien entre deux pavillons, mais seuls ces deux derniers sont finalement construits de 1740 à 1742.
Les ventes s'y réalisent dès la fin des travaux en 1742, et on y traite jusqu'à vingt-cinq millions de livres tournois annuellement. Le monopole de la Compagnie est cependant aboli avec la disparition de celle-ci en 1769 sous l'influence des physiocrates, et l'hôtel cesse d'être utilisé pour des ventes.

### Utilisation par la Marine

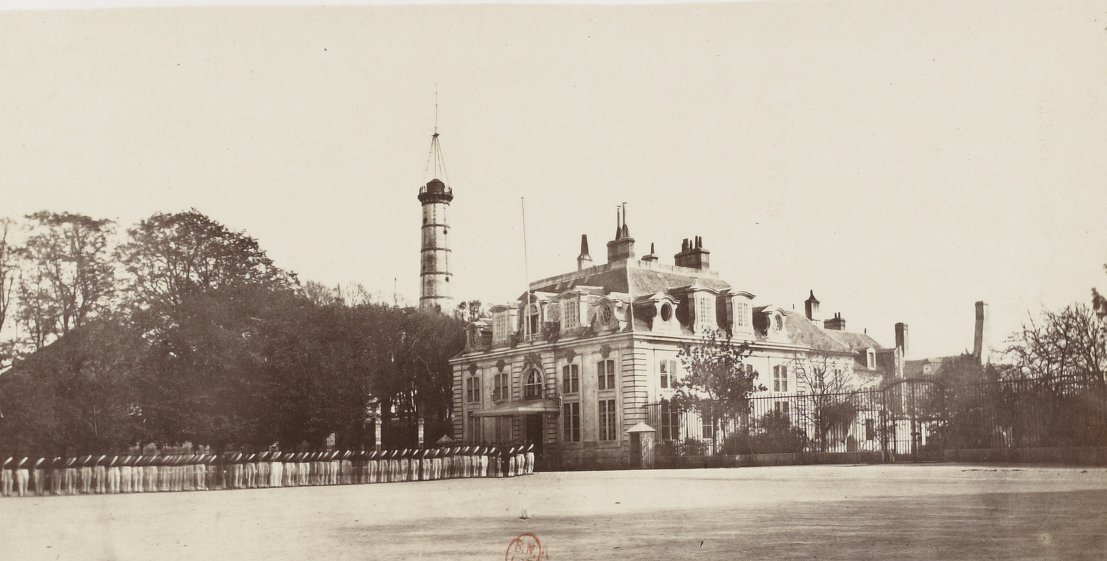
L'aile est de l'hôtel Gabriel en 1866.

La Marine royale récupère les deux pavillons qui lui sont cédés le 28 avril 1770. Ceux-ci accueillent ainsi de 1783 à 1784 le conseil de guerre qui fait suite à la défaite de la Bataille des Saintes. Des ventes y sont toutefois effectuées lors de la période révolutionnaire en 1790, et en 1808 la préfecture maritime y établit son siège. L'aile est est alors utilisée pour les appartements du préfet maritime ainsi que pour les salles de réception, alors que l'aile ouest est utilisée par l'état-major et différents services de la préfecture maritime.
Lors de la Seconde Guerre mondiale, les Allemands occupent les lieux qu'ils utilisent comme poste de commandement de la Marine Allemande et la direction du port ; ils construisent en sous-sol une cave et un blockhaus. Incendié lors des bombardements de 1943 qui détruisent la plupart de la ville, l'édifice est restauré à l'identique de 1956 à 1959, mais les aménagements intérieurs sont remaniés pour accueillir la Marine nationale. Par la suite, l'État-Major et les directions de la Marine nationale s'y installent de 1959 à 2000.

### Acquisition par la ville de Lorient

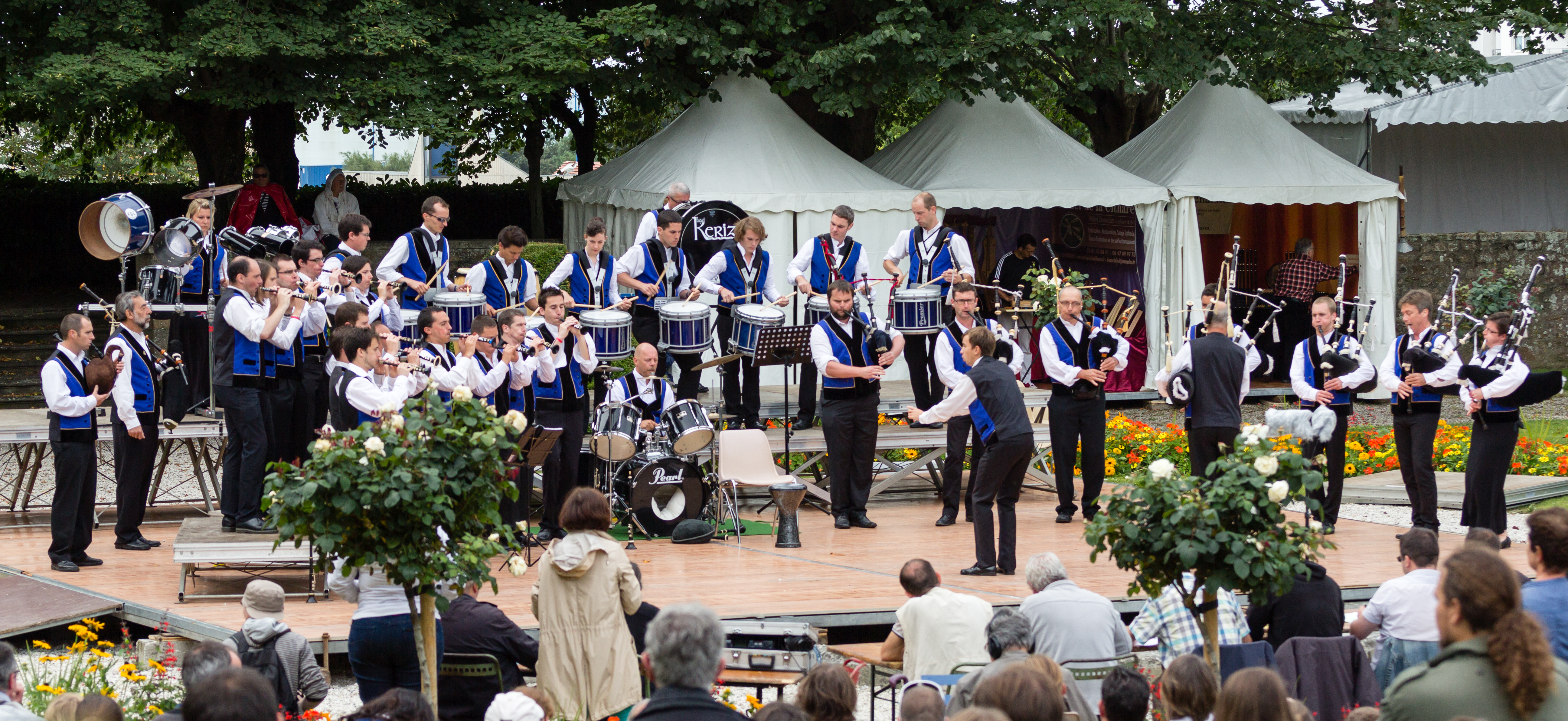
Le championnat national des bagadoù 2012 occupe les jardins de l'hôtel Gabriel.

Acquis en 2000 par la ville de Lorient, l'hôtel Gabriel abrite depuis 2008 le service de l'animation de l'architecture et du patrimoine. En 2010, les archives municipales s'établissent au premier étage de l'aile ouest tandis que le rez-de-chaussée ouvre au public ses salles d'accueil, de documentation, d'ateliers et d'expositions. Ils sont rejoints en 2014 par la galerie d'exposition « Le Lieu ».
Le lieu est aussi utilisé ponctuellement par d'autres manifestations comme le festival interceltique de Lorient,, ou le championnat national des bagadoù.

## Architecture

### Protection
Cet ensemble de bâtiments fait l’objet d’un classement au titre des monuments historiques depuis le 22 septembre 1930. Les toitures et façades des deux pavillons encadrant la grille d'entrée, ainsi que la salle du Conseil font l'objet du classement.

### Situation et aménagements extérieurs

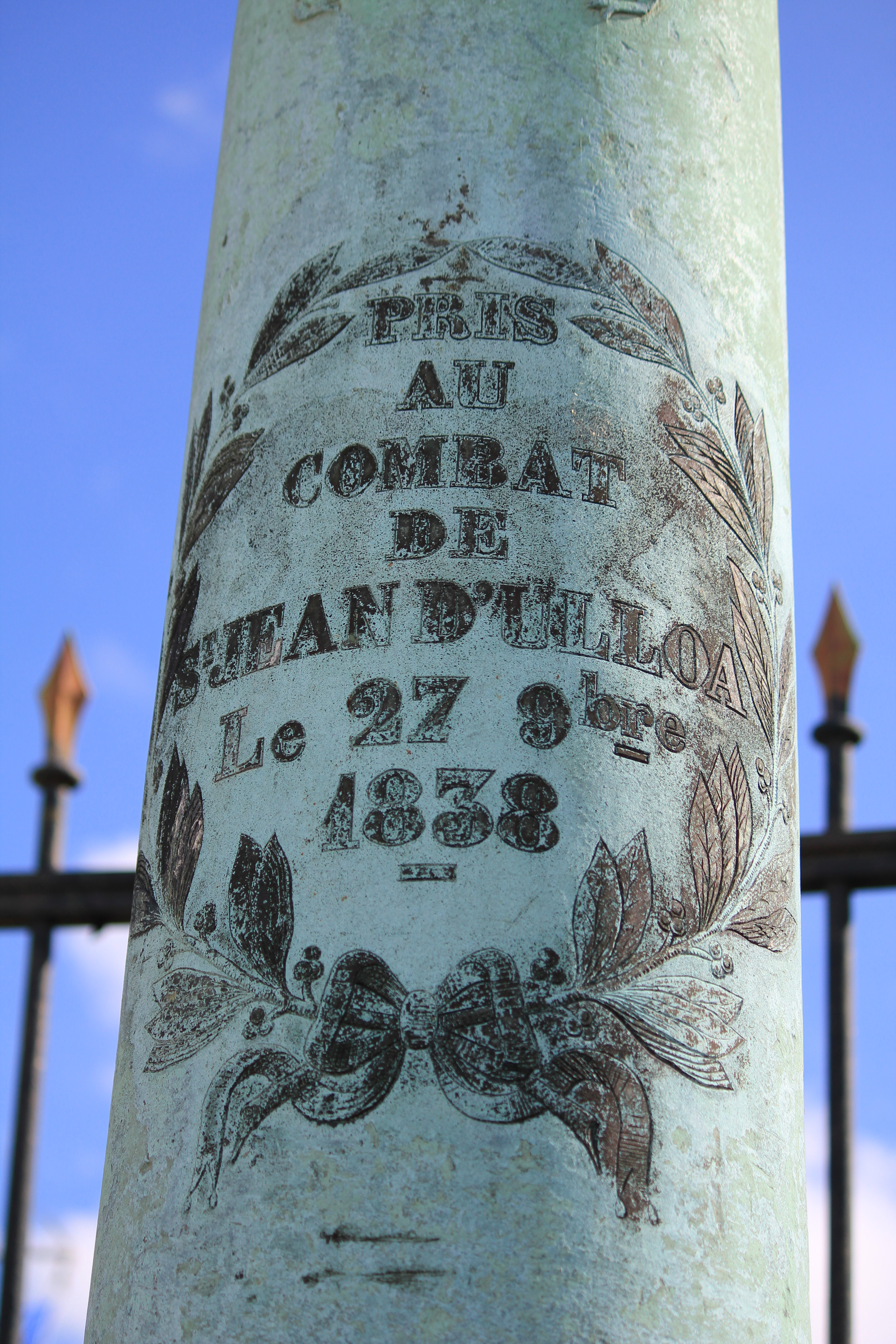
Détail du canon capturé pendant la guerre des Pâtisseries.

L'entrée du complexe est constituée d'une grille de lances en fer reliant les deux pavillons et les séparant de la place d'armes qui s'étend au nord. Deux canons sont également disposés de part et d'autre du portail, l'un datant de l'époque de Louis XV (1751), fondu à la fonderie de canons de Douai, l'autre étant une prise de guerre faite à San Juan de Ulúa en 1838 pendant la guerre des Pâtisseries.
Au sud s'étend un jardin à la française de 2 ha. Celui-ci est traversé dans une ligne nord-sud par un axe donnant une perspective à l'ensemble, et est composé de parterres aux formes géométriques disposés autour d'une surface d'eau circulaire au centre du jardin. Le tout est encadré par des allées et des alignements d'arbres, et est limité au sud par une terrasse surélevée.

### Les bâtiments
L'ensemble monumental est constitué de deux pavillons symétriques construits dans un style classique, chacun prolongé vers le sud par deux ailes latérales, bâtis en pierres de taille de granit pour la partie basse, et en calcaire pour la partie supérieure. Le pavillon ouest accueille initialement la salle des ventes. À l'origine un corps de logis doit être élevé entre ces deux pavillons mais n'est finalement pas construit.
La configuration des ouvertures au niveau des toitures est identique dans les deux ailes. Du côté de la place d'armes, au nord des bâtiments, sont placées cinq baies dont les parties supérieures sont alignées sur trois hauteurs ; la fenêtre centrale est la plus élevée, et les lucarnes situées aux extrémités sont les plus basses. Des éléments végétaux et floraux sont par ailleurs présents sur ces ouvertures. À l'intérieur, côté cour et côté jardin, les baies reprennent les mêmes hauteurs que celles visibles au nord, mais sont plus simples dans leurs finitions, ne présentant pas d'ornementation.
Les façades nord présentent cinq rangs d'ouvertures alignées sur les baies du toit, les portes d'accès étant situées dans les rangs centraux. Au sommet de ces deux ouvertures d'accès se situent des mascarons figurant chacun la figures d'une divinité grecque. Dans le pavillon ouest se trouve celui figurant la déesse de la guerre Athéna, que l'on associe aussi aux artisans et aux techniques de construction navales. Elle est présentée avec plusieurs de ses attributs traditionnels : guerriers (casque, armure, lance), naval (compas, équerre, longue-vue), ainsi qu'une chouette, et une flûte avec une partition. Dans le pavillon est se trouve celui représentant Hermès, qui est associé lui au commerce et aux voyageurs. Il est représenté coiffé de son habituel pétase ailé et entouré de deux caducées (bâton surmonté de deux ailes, autour duquel s'enroule deux serpents se faisant face au sommet de celui-ci). Les façades intérieures sont, elles, plus simples et ne présentent pas de décoration particulière.

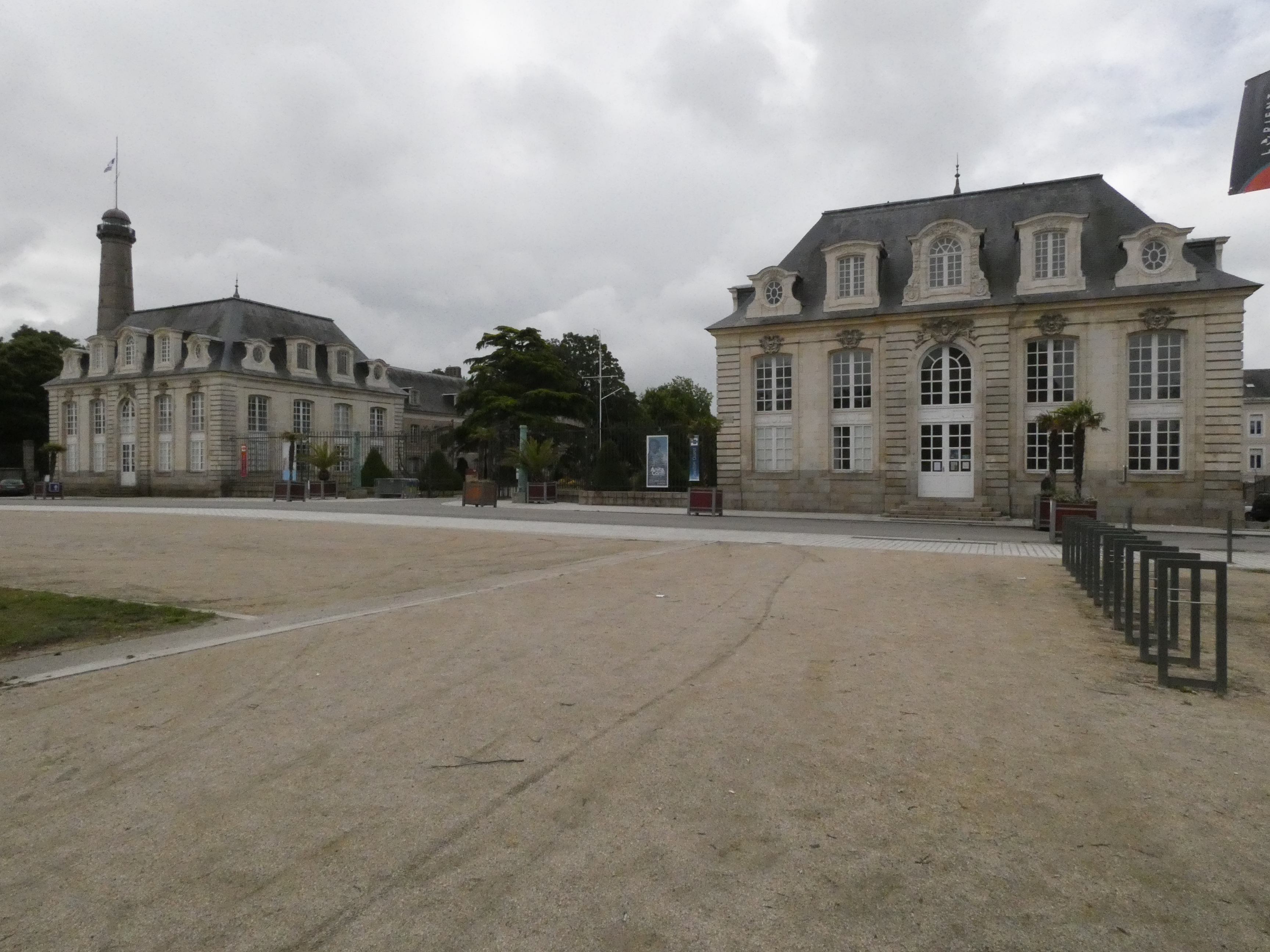
Façade nord, depuis la place d'armes.
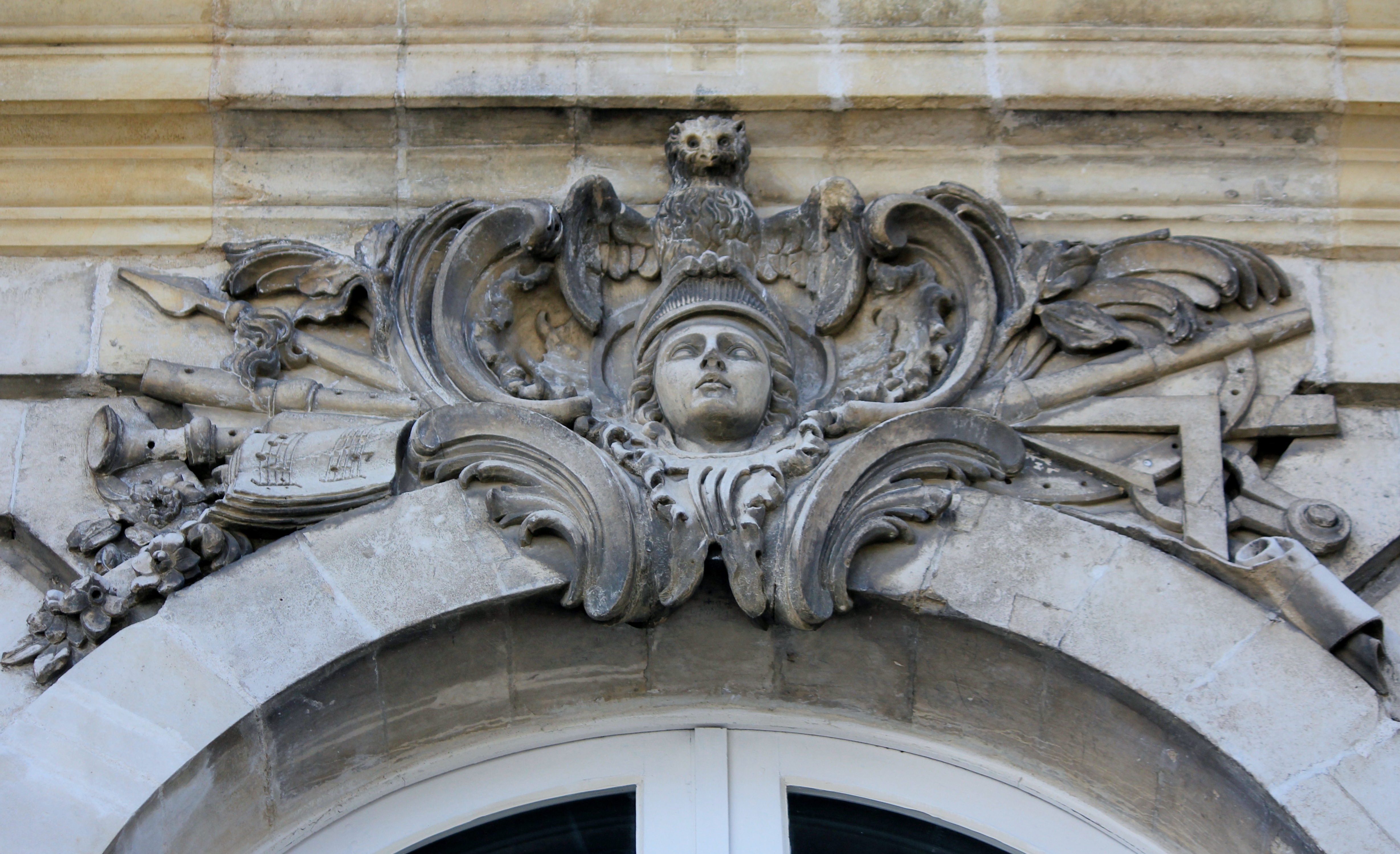
Athéna sur le pavillon ouest.
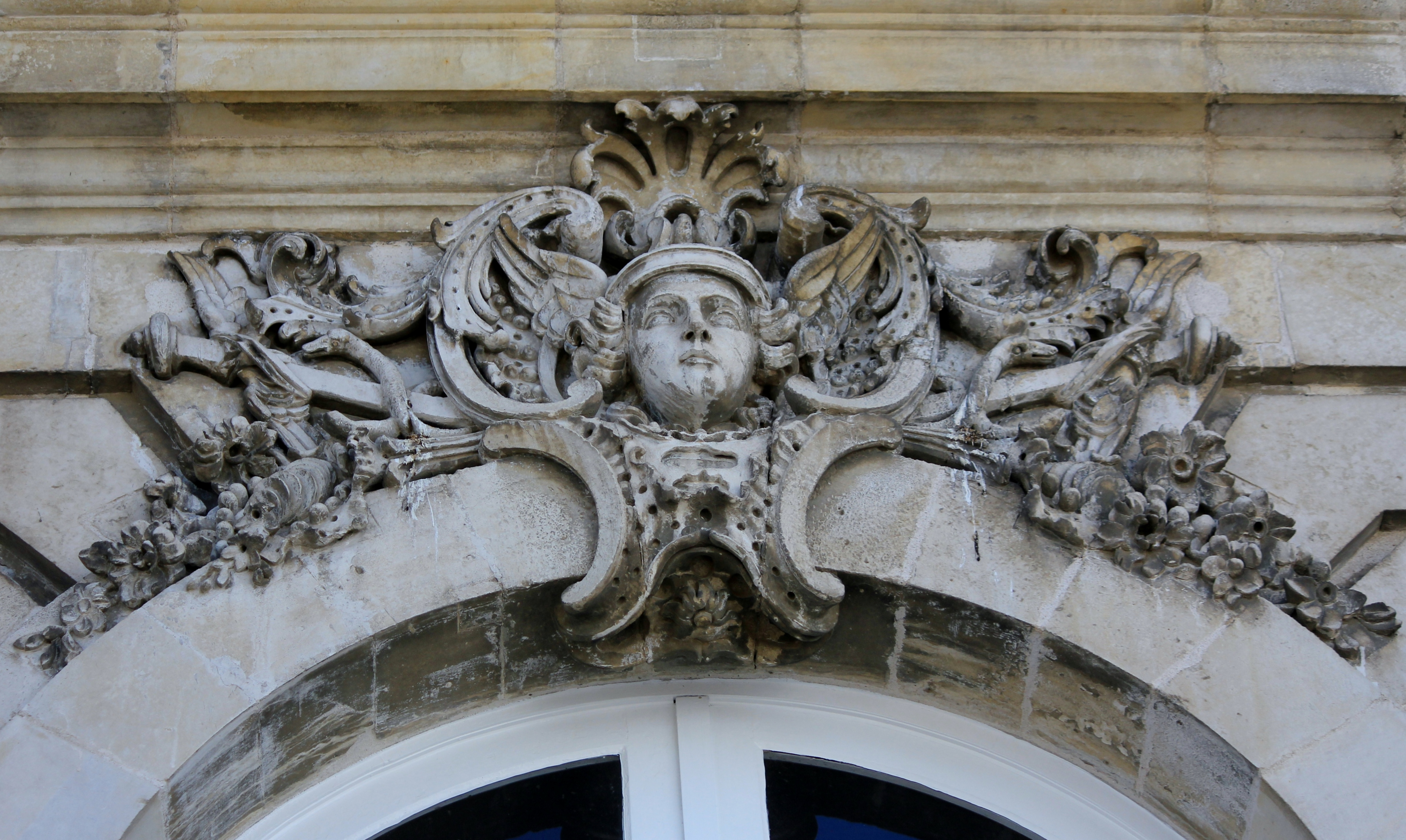
Hermès sur le pavillon est.
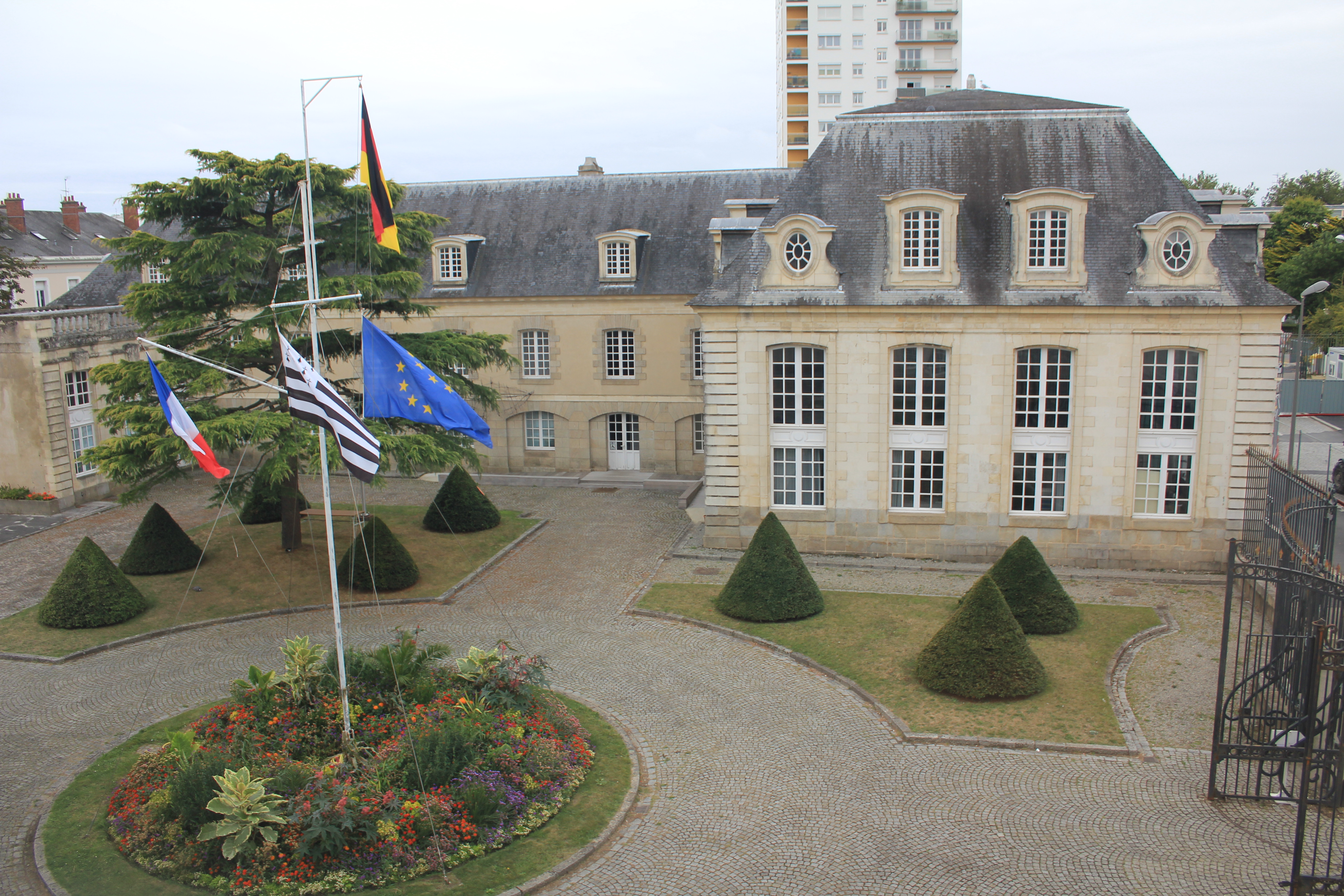
Façades et ouvertures simples à l'intérieur du complexe.
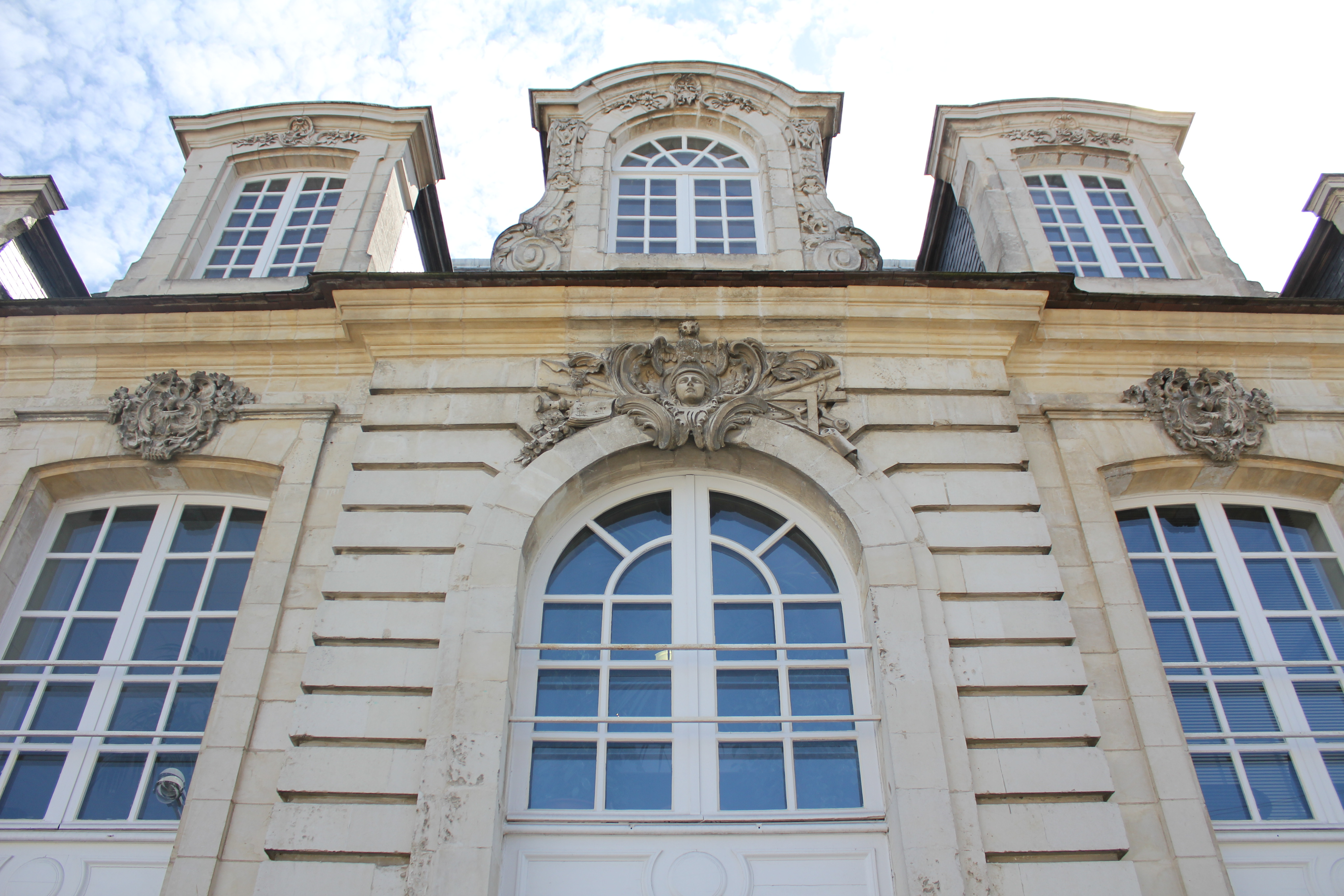
Ouvertures ornementées sur une des deux façade nord.
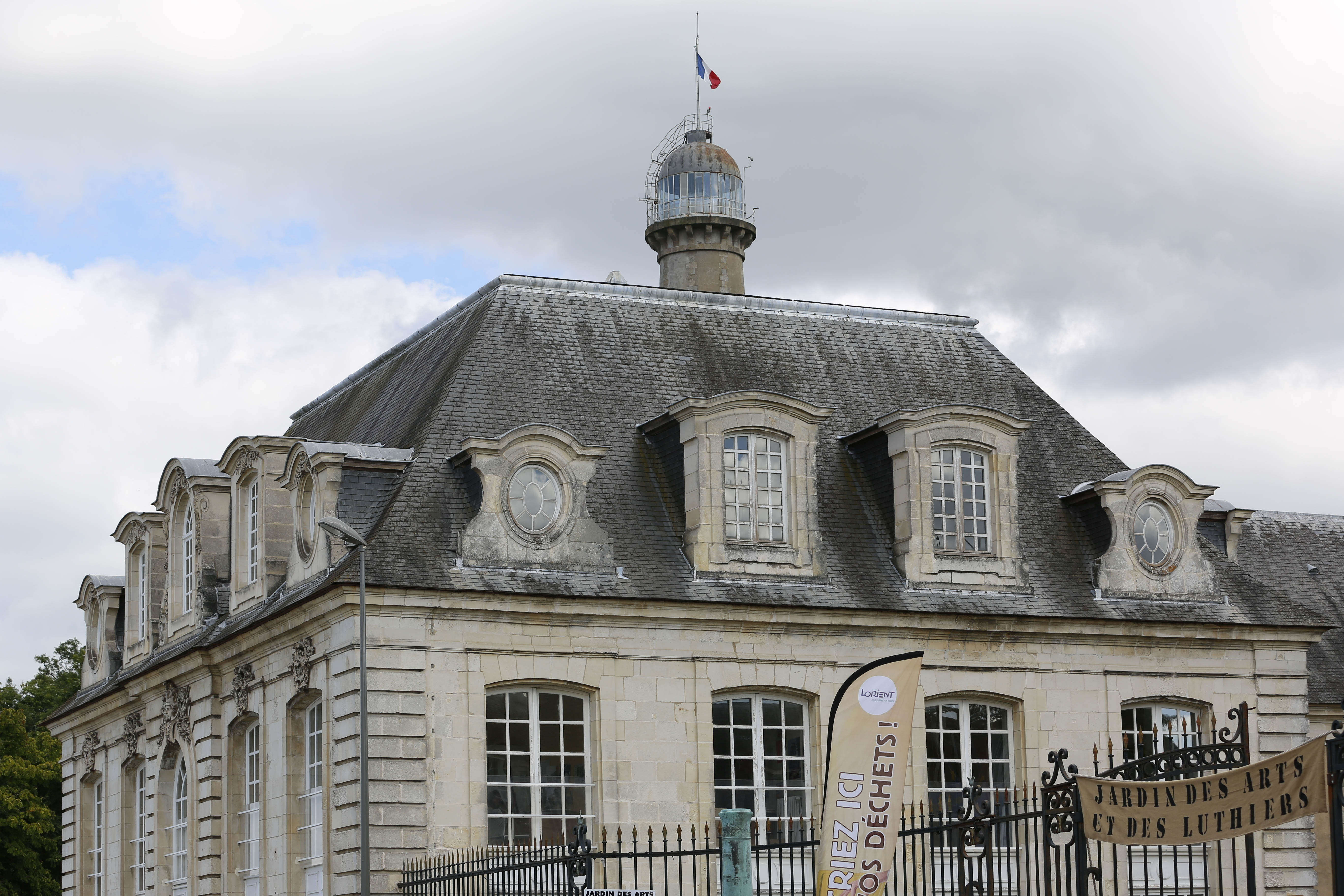